# ألفريدو أورتونيو
ألفريدو أورتونيو (بالإسبانية: Alfredo Ortuño)‏ هو لاعب كرة قدم إسباني في مركز الهجوم، ولد في 21 يناير 1991 في يكلا في إسبانيا. لعب مع إكستريمادورا يونيون ديبورتيفا وخيتافي ب وريال سالت ليك وريال سرقسطة وريال مايوركا ونادي ألباسيتي ب ونادي ألباسيتي ونادي جيرونا ونادي غرناطة ونادي قادش ونادي لاس بالماس ونادي لورقة.

## وصلات خارجية
- ألفريدو أورتونيو على موقع قاعدة بيانات كرة القدم.إي يو (الإنجليزية)
- ألفريدو أورتونيو على موقع Soccerbase.com (لاعب) (الإنجليزية)
- ألفريدو أورتونيو على موقع Soccerway.com (الإنجليزية)
- ألفريدو أورتونيو على موقع AS.com (الإسبانية)